# Kayah li
Pismo kayah li – alfabet sylabiczny stworzony w 1962 roku dla zapisu języka kayah używanego w stanach Kayah i Karen w Birmie. Kształt liter wzorowany jest na piśmie birmańskim oraz tajskim, jednak większość liter powstała w sposób niezależny.